# Ichneumon agilis
Ichneumon agilis är en stekelart som beskrevs av Christ 1791. Ichneumon agilis ingår i släktet Ichneumon och familjen brokparasitsteklar. Inga underarter finns listade i Catalogue of Life.